# Min Stora Dag
Min Stora Dag uppfyller önskningar och skapar viktiga pauser för barn och unga med allvarliga sjukdomar och diagnoser. Varje år får nära 5000 barn som kämpar vara med om en Stor Dag som ger extra kraft och glädje i en bekymmersam vardag.
Stiftelsens grundades år 2000 av Claire Rosvall, Marcus Storch, Peder Hammarskiöld, Mats Qviberg och Vicky von der Lancken.  
Min Stora Dags generalsekreterare är Jennifer McShane.  
År 2001 blev prinsessan Madeleine stiftelsen Min Stora Dags beskyddare. 

## Mitt Stora Stöd
Mitt Stora Stöd är en utmärkelse som Min Stora Dag har delat ut sedan 2014. Utmärkelsen delas ut varje år på World Kindness Day den 13 november. Utmärkelsen går till någon som finns som stöd i vardagen för ett barn eller ungdom med en allvarlig sjukdom eller diagnos och som har fått en aktivitet genom Min Stora Dag. Någon som på ett osjälviskt, omtänksamt och positivt sätt stöttar. Mottagaren av Mitt Stora Stöd utses av en jury.   